# Aviso del terremoto
Aviso del terremoto fue la primera noticia impresa en lo que hoy es Colombia, con solo tres números en los que se redactaban los sucesos del  terremoto sucedido en la Ciudad de Santa Fè de Bogotá el "12 de julio de 1785 como a las siete y tres quartos de la mañana".

## Características
Aunque su nombre no consta en la publicación, la autoría es atribuida a Manuel del Socorro Rodríguez, bibliotecario de la Real Biblioteca de Santa Fe de Bogotá (ahora Biblioteca Nacional de Colombia). El boletín fue impreso en la imprenta Real de Antonio Espinosa de los Monteros y junto con la Gaceta de Santa Fe, publicación que le sucedió también del mismo autor, se considera que es el inicio del periodismo en Colombia. En 15 de agosto de 1785 se publicó el siguiente número titulado: "Continuación al Aviso del Terremoto" y en total se publicaron tres números en el plazo de un mes.
En la hemeroteca de la Biblioteca Nacional de Colombia se conserva un ejemplar y en la biblioteca virtual de la misma se puede consultar el facsímil completo.
Gracias al terremoto y la documentación sobre su existencia, se planteó la necesidad de hacer resistentes a las edificaciones bogotanas de entonces, como es el caso de diferentes edificios religiosos.